# 甫与志岳
甫与志岳（ほよしだけ）は、大隅半島南東部に聳える山であり、肝属山地の最高峰である。鹿児島県肝付町にあり、かつての高山町と内之浦町の境界部にまたがる。

## 地理
北方に黒尊岳、国見山が連なり、三山を合わせて「国見の三岳」と呼ばれる。山頂付近は高さ20メートル、周囲120メートルの巨大な花崗岩から成っており、岩の洞に彦火火出見尊（穂穂手見命）を祀る石祠がある。山頂には一等三角点が置かれており、太平洋、高隈山、霧島山に加え、遠く鹿児島湾、薩摩半島、屋久島、種子島を望むことができる。登山道としては二股川キャンプ場から甫与志林道を経て南西から登るルートが一般的であり、他に黒尊岳を経て北から縦走するルート、姫門林道を経て南東から登るルート、二股林道を経て北西から登るルートがある。山頂付近は鎖場となっている。
イスノキやアカガシなどの常緑広葉樹に覆われているが、山頂付近には落葉広葉樹も見られる。肝属山地にのみ自生するキモツキミツバツツジやオオスミミツバツツジが分布し、白い花を咲かせるアケボノツツジの群落がある。甫与志岳の南西部、荒西山にかけての標高700メートル以上の東南斜面は「万九郎県自然環境保全地域」に指定されている。

## 歴史
彦火火出見尊と豊玉姫との間に産まれた草葺不合尊を玉依姫が育てた地であるとされる。このため母養子山（ぼようしやま）と呼ばれ、これが山名の由来になったといわれる。保養子岳、穂吉岳と書かれることもある。また、別名を笹尾岳とも呼ばれ、これは草葺不合尊が産まれる際に臍の緒を切った竹が根付いて竹原となったためとされる。
玉依姫が草葺不合尊を育てる際に母乳が出ないことに困り、頂上石祠近くの湧水を乳房に垂らしたところ母乳が出るようになったとする言い伝えがある。また、北西山腹に「京都の道」と呼ばれる小平地があり、彦火火出見尊や草葺不合尊が通った跡といわれる。
古くから山岳信仰の対象となっており、肝付氏や島津氏の信仰を受けた。旧暦4月3日に三岳を登山する風習があり、タケメイ（岳参り）あるいはミタケメイ（三岳参り）と呼ばれていた。地元の若者達は登山の前日に禊ぎを済ませ、当日は早朝から権現山、国見山、黒尊岳、甫与志岳の順に縦走し帰りにツツジの花を持ち帰って供える習わしであった。縁結びの御利益があるとされ「国見、黒尊、甫与志の岳に三度参れば妻たもる」と歌われる。